# Río Sokoto
El río Sokoto es un río del noroeste de Nigeria, un afluente izquierdo del río Níger. Sobre su curso se encuentra la presa Bakolori. Tiene una longitud de unos 630 km.
El "Río Sokoto" (antes conocido como Gublin Kebbi) es un río del noroeste de Nigeria y un afluente izquierdo del Río Níger. El nacimiento del río está cerca de Funtua en el sur del Estado de Katsina, a unos 275 km en línea recta desde Sokoto. Fluye hacia el noroeste pasando por Gusau en el estado de Zamfara, donde la presa de Gusau forma un embalse que abastece de agua a la ciudad. Más abajo el río entra en el estado de Sokoto donde pasa por Sokoto y se une al río Rima, luego gira al sur y fluye a través de Birnin Kebbi en el estado de Kebbi. Alrededor de 120 km al sur de Birnin Kebbi, alcanza su confluencia con el río Níger.
Las llanuras alrededor del río están ampliamente cultivadas y el río se utiliza como fuente de riego. El río es también un importante medio de transporte. La presa de Bakolori, a unos 100 km aguas arriba de Sokoto, es un importante embalse en el río Sokoto. Ha tenido un impacto significativo en el cultivo de la planicie de inundación aguas abajo.